# الخيانة (مسلسل)
الخيانة (بالتركية: Aldatmak)‏ هو مسلسل دراما تركي من بطولة وحيدة برجين، إيرجان كيسال، مصطفى اوغورلو ويوسف جيم، بدأ عرض المسلسل على قناة أي تي في في 22 سبتمبر 2022.

## روابط خارجية
- الخيانة على موقع IMDb (الإنجليزية)
- الخيانة على موقع فيلمافينيتي (الإسبانية)
- الخيانة على موقع قاعدة بيانات الفيلم (الإنجليزية)